# Seo Hyang-soon
Park Sung-Hyun, född 8 juli 1967, är en bågskytt från Sydkorea, som tog en guldmedalj vid bågskyttetävlingarna i olympiska sommarspelen 1984.